# Eupithecia habermani
Eupithecia habermani es una especie de polilla de la familia Geometridae. La especie fue descrita por primera vez por Jaan Viidalepp y Anthony Charles Galsworthy habiendo sido descrita en 1988, con distribución en el Extremo Oriente ruso. 
E. habermani es una polilla pequeña con una envergadura de 22 milímetros (0,9 plg). Es de color ocre con líneas transversales finas. Pertenece al grupo de especies Eupithecia lancelata.